# Cultura de Groenlandia
La cultura de Groenlandia comienza con el poblamiento por parte de los inuit de la cultura Dorset, desde el segundo milenio a. C. tras la fusión del hielo ártico de las zonas habitables. 
Pero
En el siglo X los vikingos de origen noruego pueblan la zona meridional de la isla, mientras que una nueva oleada inuit, la cultura Thule, se introduce en la isla desde el Norte y se expande hacia el Sur. El choque cultural entre ambos pueblos está atestiguado por el hallazgo de un fragmento de cota de malla vikinga en una latitud alta de la isla, mientras que una figurilla tallada en marfil de morsa de clara adscripción inuit fue hallada en Bergen, Noruega. Ambos objetos han de entenderse como un claro testimonio de las transacciones comerciales entre ambos pueblos.
Tras un periodo de enfriamiento hacia el final de la Edad Media, los vikingos abandonan la isla, refugiándose sus últimos pobladores posiblemente en Islandia. De esta forma, la isla se engloba desde entonces en su totalidad en la cultura inuit, hasta la llegada de los daneses a principios del siglo XVIII. Hoy en día, el 80% de la población es de origen inuit, mientras que el 20% restante es de origen danés.
- Datos: Q3007333
- Multimedia: Culture of Greenland / Q3007333